# Robert Francis (Schauspieler)
Robert Charles Francis (* 26. Februar 1930 in Glendale, Kalifornien; † 31. Juli 1955 in Burbank, Kalifornien) war ein US-amerikanischer Schauspieler.

## Leben
Robert Francis’ kurze Karriere umfasste nur vier Spielfilme. Mit 25 Jahren war er ein aufstrebender junger Schauspieler, der 1954 in dem Kriegsfilmklassiker Die Caine war ihr Schicksal neben Stars wie Humphrey Bogart, José Ferrer, Van Johnson und Fred MacMurray als junger Offizier Keith überzeugen konnte. In seinen beiden folgenden Spielfilmen, dem Western Sie ritten nach Westen und dem Kriegsfilm The Bamboo Prison, war er in der Hauptrolle besetzt. Sein letzter Film war Mit Leib und Seele von John Ford, in dem er an der Seite von Tyrone Power eine größere Nebenrolle hatte. In allen vier Filmen spielte er Militärangehörige.
Mit seinem Aussehen und seiner Sportlichkeit war Robert Francis ein typischer Vertreter des jungen aufstrebenden Mannes in den 1950er Jahren und damit auf dem Weg zum Filmstar. Am 31. Juli 1955 kam er jedoch bei einem Flugunfall ums Leben. Francis und ein Freund starteten in einer Privatmaschine vom Hollywood Burbank Airport in Burbank. Die Maschine, die dem australischen Golfer Joe Kirkwood junior gehörte und von Francis selber gesteuert wurde, verlor kurz nach dem Start plötzlich an Motorleistung und stürzte auf einen verlassenen Parkplatz. Francis und sein Bekannter überlebten den Absturz nicht. Francis war eigentlich für eine Rolle im Western Mein Wille ist Gesetz vorgesehen, diese ging nach seinem Tod an Don Dubbins.

## Filmografie
- 1954: Die Caine war ihr Schicksal (The Caine Mutiny)
- 1954: Sie ritten nach Westen (They Rode West)
- 1954: The Bamboo Prison
- 1955: Mit Leib und Seele (The Long Gray Line)